# Navigenics
Navigenics war ein US-amerikanisches Unternehmen im Bereich der Biotechnologie mit Sitz in Foster City, Kalifornien. Es bot Privatleuten die Genanalyse ihres Genoms an. Das Unternehmen wurde 2006 vom Onkologen David Agus gegründet. Schwerpunkt der Analysen sind Gesundheitsrisiken. Im Juli 2012 wurde bekannt, dass das Unternehmen von Life Technologies übernommen wird. Ab 3. August 2012 werden keine Bestellungen mehr angenommen. Die Datenbanken werden 2015 gelöscht.

## Wettbewerber
Im Bereich der privaten Genanalyse sind das isländische Unternehmen DeCODE Genetics und das US-Unternehmen 23andMe Wettbewerber.